# Robert Fraisse (operator filmowy)
Robert Fraisse (ur. 1940 w Paryżu) – francuski operator filmowy. Był nominowany do Oscara za najlepsze zdjęcia do filmu Kochanek (1992). Stały współpracownik reżyserów Jean-Jacques'a Annauda (cztery filmy) i Nicka Cassavetesa.

## Filmografia
| - A Free Man (1973) - Moi je veux voir la mer... (1974) - Emmanuelle II (1975) - The French Woman (1977) - Private Collections (1979) - Lady Chatterley's Lover (1981) - Ma femme s'appelle reviens (1982) - Circulez y a rien à voir!l (1983) - L'addition (1983) - Le téléphone sonne toujours deux fois!! (1985) - La gitane (1986) - The Debutante (1986) - Cours privé (1986) - Châteauroux district (1987) - Spiral (1987) - À gauche en sortant de l'ascenseur (1988) - La passerelle (1988) - Kochanek (1992) - A Crime (1993) |  | - Skrzydła odwagi (1995) - Fantôme avec chauffeur (1996) - Keys to Tulsa (1997) - Siedem lat w Tybecie (1997) - Ronin (1998) - La bûche (1999) - Vatel (2000) - Wróg u bram (2001) - Luter (1982) - Pamiętnik (2004) - Hotel Ruanda (1985) - Alpha Dog (2006) - Czyja to kochanka? (2006) - Goodbye Bafana (2007) - A Pain in the Ass (2008) - Faceci od kuchni (2012) - Girl on a Bicycle (2013) - Inna kobieta (2014) |

## Nagrody i nominacje
- 1992: nominacja do Oscara za zdjęcia do filmu Kochanek
- 2000: nagroda Srebrna Żaba na festiwalu Camerimage za zdjęcia do filmu Vatel[3]